# Gaston Geens
Pour les articles homonymes, voir Geens.
Gaston C.S.A. Geens, né le 10 juin 1931 à Kersbeek-Miskom et mort le 5 juin 2002 à Winksele, homme politique flamand, a été Ministre-Président de la Communauté flamande de Belgique de 1981 à 1992.
En 1998, il est nommé ministre d'État. Il meurt à son domicile d'un arrêt cardiaque à l'âge de soixante-dix ans.

## Carrière politique
- sénateur coopté (03-04-1974 - 05-10-1981)
- ministre du Budget et de la politique scientifique (08-12-1976 - 18-04-1977)
- ministre des Finances (03-06-1977 - 09-04-1980)
- ministre du Budget et de la Communauté flamande (18-05-1980 - 07-10-1980)
- ministre de la Communauté flamande et président de l'exécutif flamand (22-10-1980 - 21-09-1981)
- sénateur élu direct de Louvain (08-11-1981 - 12-04-1995)
- président de l'exécutif flamand et ministre communautaire de l'Économie et de l'Emploi (22-12-1981 - 02-02-1988)
- président de l'exécutif flamand et ministre communautaire de l'Économie (03-02-1988 - 17-10-1988)
- président de l'exécutif flamand et ministre communautaire des Finances et du Budget (18-10-1988 - 20-01-1992)
- secrétaire d'État fédéral du Budget et de la Politique scientifique (25-04-1974 - 08-12-1976)

- ministre d'État (20-07-1998)